# Nidularium fradense
Nidularium fradense är en gräsväxtart som beskrevs av Elton Martinez Carvalho Leme. Nidularium fradense ingår i släktet Nidularium och familjen Bromeliaceae. Inga underarter finns listade i Catalogue of Life.